# Tropidacris cristata
A Tropidacris cristata a rovarok (Insecta) osztályának egyenesszárnyúak (Orthoptera) rendjébe, ezen belül a Romaleidae családjába tartozó faj.

## Előfordulása
A Tropidacris cristata előfordulási területe Dél-Amerika, főleg Venezuela. A Tropidacris sáskanemből, csak ez a faj található meg a Trinidad szigeten.

## Alfajai
- Tropidacris cristata cristata (Linnaeus, 1758)
- Tropidacris cristata dux (Drury, 1770)
- Tropidacris cristata grandis (Thunberg, 1824)

## Megjelenése
A rovar körülbelül 10 centiméter hosszú, 18 centiméteres szárnyfesztávolsággal. A sáskának sárga csápjai és zöldes-kékes hátsószárnyai vannak; egymagában megpróbál elrejtőzni a környezetébe. A felnőttől eltérően, a nimfának sárga-fekete mintázatú vészjelző megjelenése van és csoportokat alkot.

## Életmódja
Egyaránt jól érzi magát a nedves- és a száraz erdőkben is. A nedves térségekben magányosabb, míg a szárazabban csoportokba gyűlhet. Nappal tevékeny. Legfőbb tápláléka a fűfélék és a lágyszárú növények.

## Képek

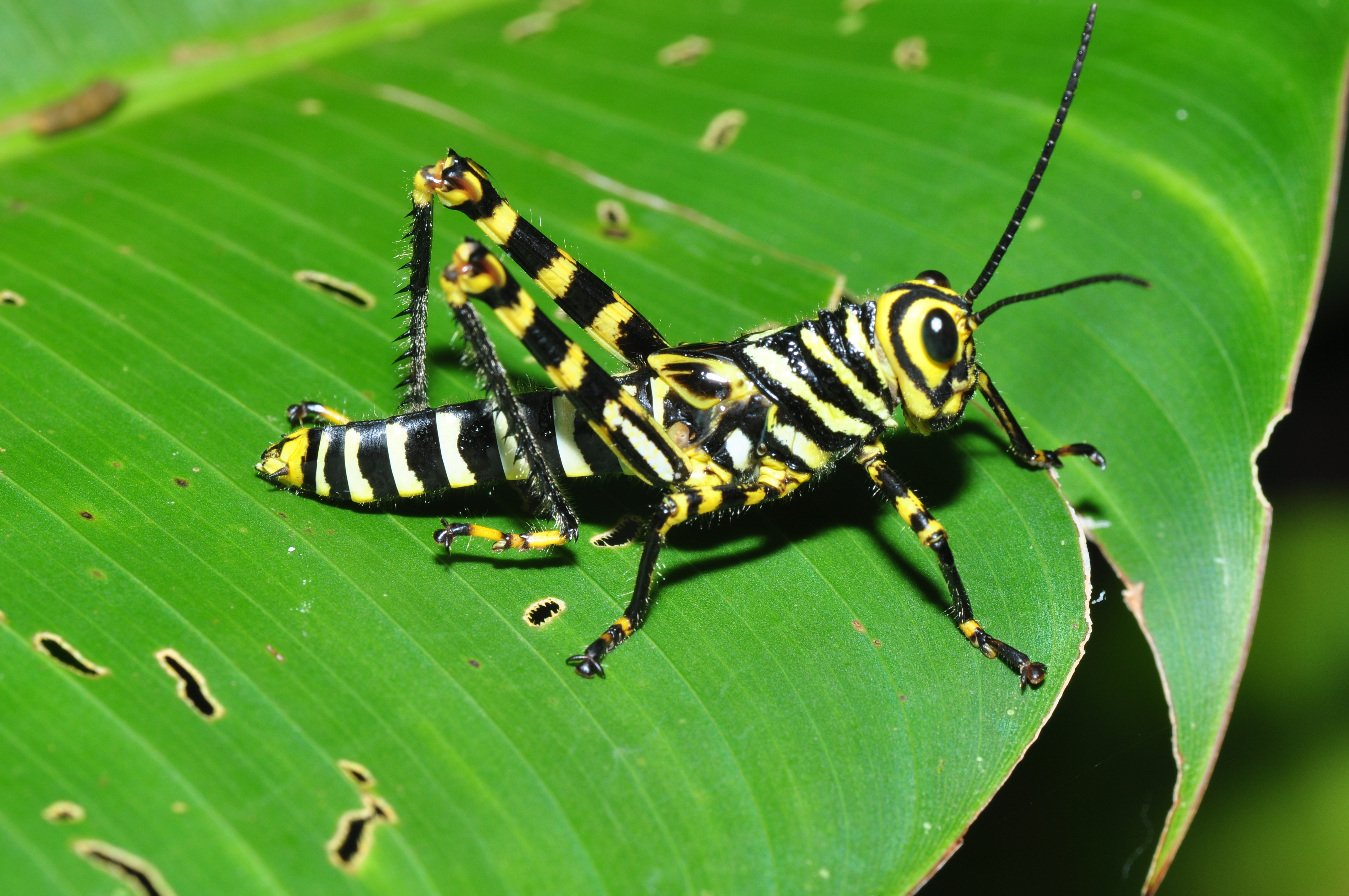
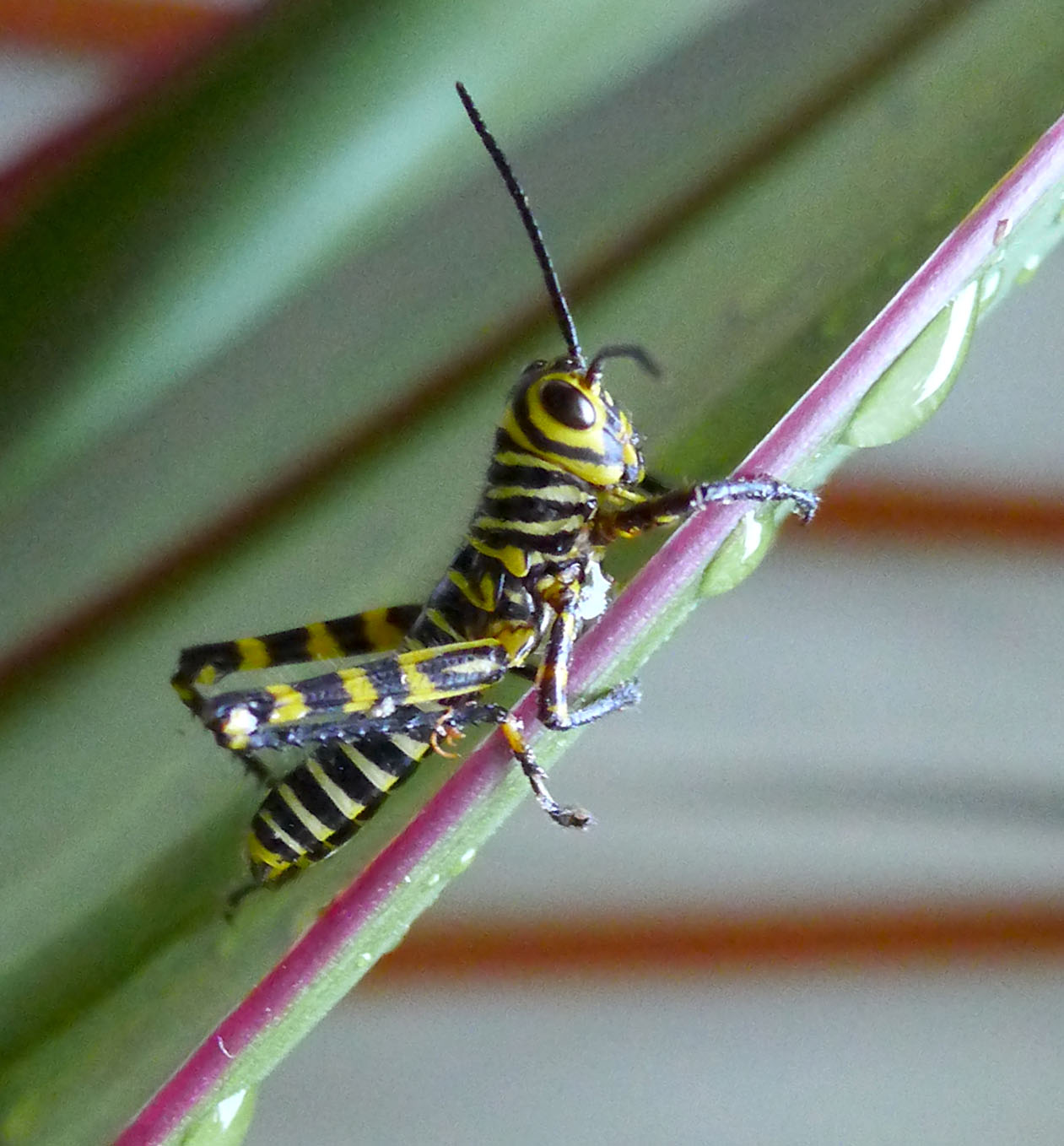
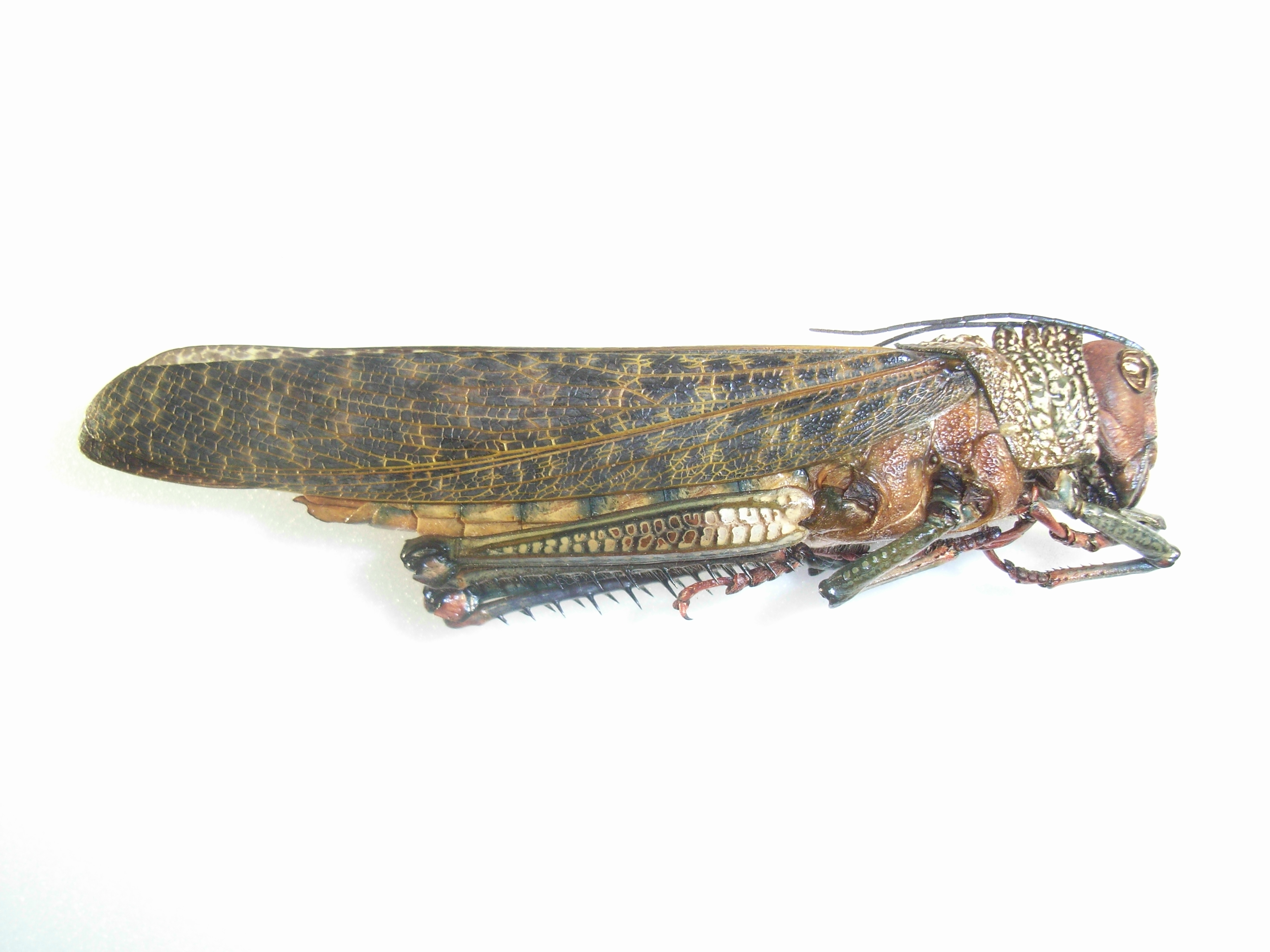
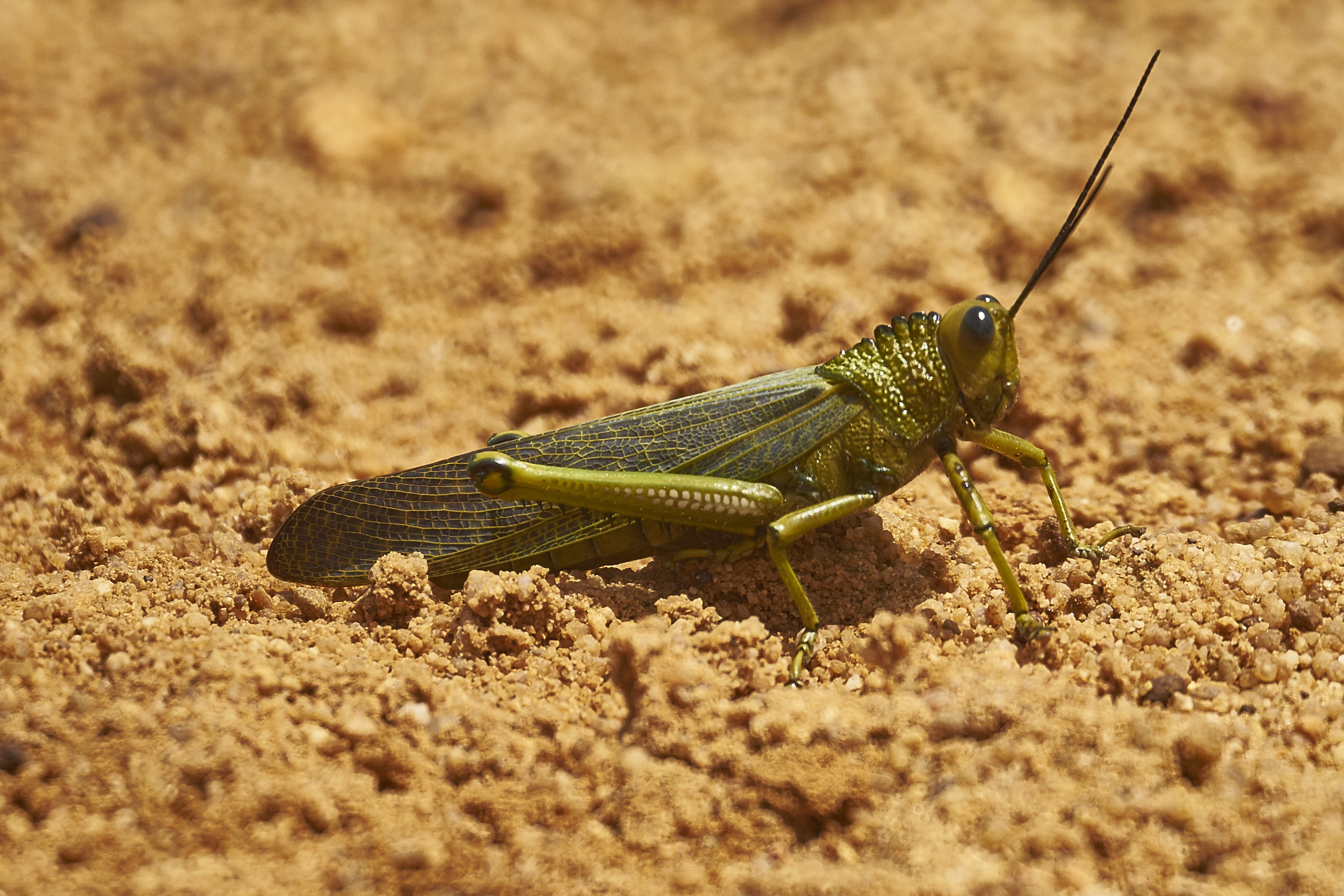
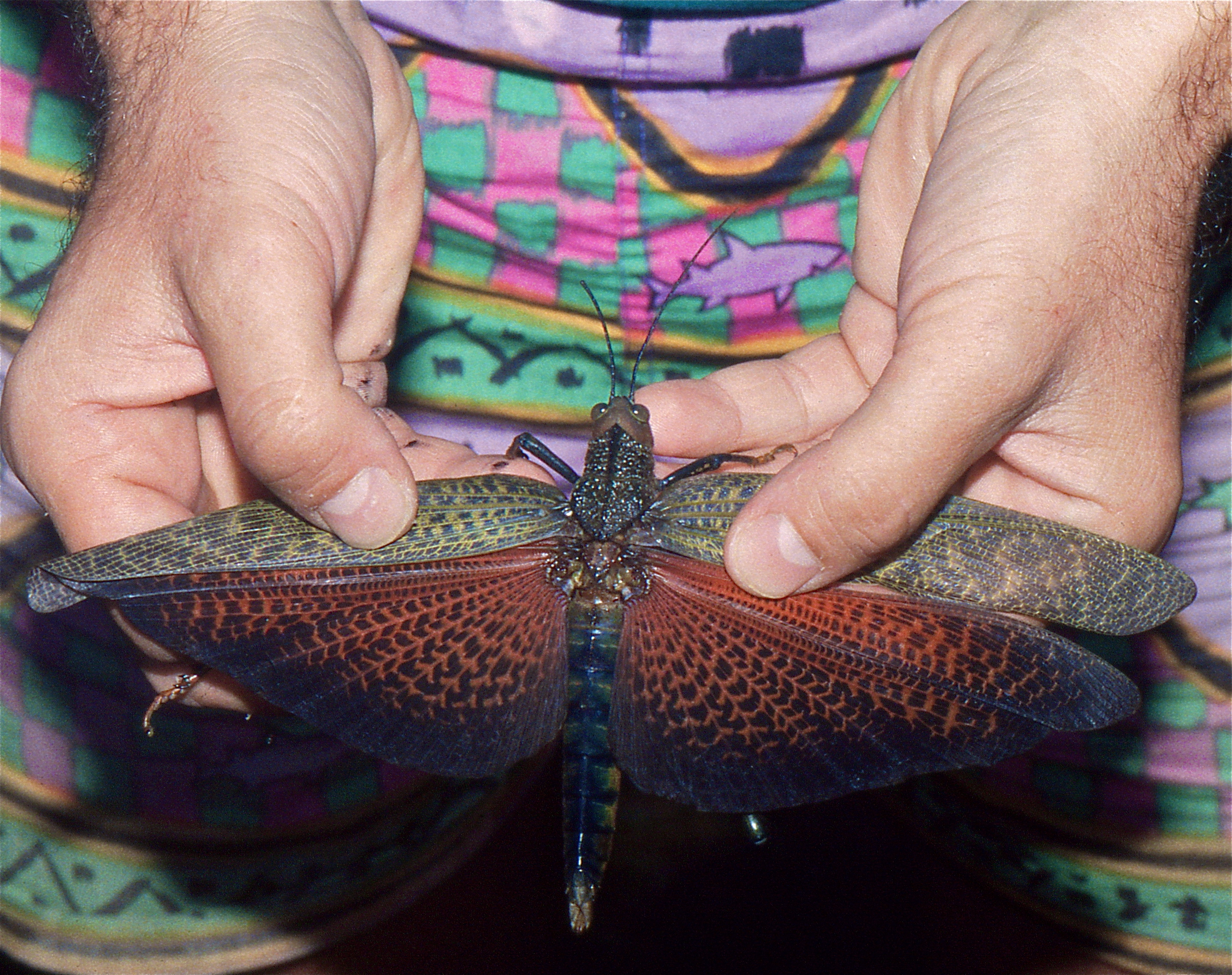